# Килишбайський сільський округ
Килишба́йський сільський округ (каз. Қылышбай ауылдық округі, рос. Кылышбайский сельский округ) — адміністративна одиниця у складі Мойинкумського району Жамбильської області Казахстану. Адміністративний центр — село імені Килишбай Єржанули.
Населення — 870 осіб (2021; 919 у 2009, 1076 у 1999, 1674 у 1989).
Станом на 1989 рік існувала Талдиозецька сільська рада (село Карла Маркса), з 1993 року — сільська адміністрація Килишбай-акина. 1997 року сільська адміністрація була ліквідована та приєднана до складу Мойинкумського сільського округу, однак 2001 року Килишбайський сільський округ був виділений.